# مرگ یک دوچرخه‌سوار
 مرگ یک دوچرخه سوار (اسپانیایی: Muerte de un ciclista‎) فیلمی در ژانر واقع‌گرایی اجتماعی به کارگردانی خوان آنتونیو باردم است که در سال ۱۹۵۵ منتشر شد. این فیلم توانست جایزه فدراسیون بین‌المللی منتقدان فیلم در جشنواره فیلم کن ۱۹۵۵ را کسب کند.

## داستان
زوجی که با هم رابطه مخفیانه دارند توسط اتومبیل خود با یک دوچرخه سوار برخورد کرده و برای فاش نشدن رابطه‌شان از کمک به او خودداری می‌کنند…